# Dama s hermelinom
Dama s hermelinom (tal. Dama con l'ermellino) je slavni portret Leonarda da Vincija koja se danas nalazi u Muzeju Czartoryski u Krakovu, Poljska.
Naslikana je uljenim bojama na dasci krajem 15. stoljeća i prema povjesničarima dama na slici je Cecilia Galerani, ljubavnica vojvode od Milana, Ludovica Sforze. Kćerka siromašnog dvoranina, čija je ljepota prijetila da izazove politički preokret, imala je svega 15 godina kada je slika naslikana.
Leonardo je bio opsjednut dinamikom pokreta i njegov blok za crtanje je bio ispunjen crtežima vode koja teče, ptica u letu i trave koja se povija pod vjetrom. Zbog toga je Cecilia naslikana u poluokretu dok mazi pitomog hermelina. Ova životinja se u umjetnosti pojavljuje kao simbol čistoće i nevinosti novorođenčeta. Upravo zato povjesničari umjetnosti smatraju da je u vrijeme slikanja portreta nosila Ludovicovo dijete. Također, portret ima i određeno erotsko značenje jer Cecilia nježno mazi vrat hermelina, što portretu daje dozu senzualnosti. Nadalje, Cecilia oko vrata nosi skupocjenu crnu ogrlicu, što je suptilno upućivanje na Ludovica kao njezinog ljubavnika. Naime, Ludovicov nadimak je bio Il Moro ili Mur („Tamni”), zbog njegova tamnog tena.
Na ovom portretu Leonardo je usavršio metodu sjenčenja poznatu kao sfumato, a koja se može vidjeti na Cecilijinim grudima i vratu. Također, koristio je bijelu točku na zjenicama kako bi ukazao na refleksiju svjetlosti koja dolazi od otvorenog prozora ili svijeće, što je očima davalo svojevrsnu svjetlucavu živost.
Sliku je u Italiji kupio poljski državnik i pisac Adam Czartoryski 1798. godine. U Drugom svjetskom ratu završila je u nacističkoj Njemačkoj. Na kraju rata slika je vraćena u Krakov i u vlasništvu je obitelji Czartoryski.

## Vanjske poveznice
- Muzej Czartoryski